# Janka Istenič
Janka Istenič, slovenska arheologinja, * 19. december 1960, Ljubljana
Diplomirala je 1985 na ljubljanski Filozofski fakulteti in prav tam 1992 tudi doktorirala. Leta 1991 je postala kustosinja za rimsko arheologijo v Narodnem muzeju Slovenije v Ljubljani in 1999 postala vodja njegovega arheološkega oddelka. Posvetila se je proučevanju materialne kulture rimskega obdobja (posodje, steklo, vojaška oprema) predvsem iz Poetovie (Ptuj).

## Nagrade in priznanja
- 2021: Valvasorjeva nagrada za stalno razstavo Zgodbe s stičišča svetov  (Narodni muzej Slovenije; kot del ekipe)[3]